# Daniel Greene
Daniel Greene es un actor estadounidense, nacido en Miami, estado de Florida, más conocido por su papel como Dwayne Cooley en la serie de televisión Falcon Crest.
Otros créditos de televisión incluyen: Alice, Dynasty, Three's Company, Matt Houston, Emerald Point N.A.S., The A-Team, Scarecrow and Mrs. King, Night Court, Remington Steele, L.A. Law, Santa Barbara y Matlock.
Apariciones en cine incluyen: Weekend Warriors, Pulsebeat, Hands of Steel, Arthur 2: On the Rocks, Elvira: Mistress of the Dark, There's Something About Mary, Me, Myself & Irene, Shallow Hal y Stuck on You.

## Actor
| Año     | Producción                           | Personaje/Rol                                   | Notas adicionales    |
| ------- | ------------------------------------ | ----------------------------------------------- | -------------------- |
| 1982    | General Hospital (serie TV, 1963)    | Felix                                           | En 1982              |
| 1983    | Matt Houston                         | Gregory / ...                                   | 2 episodios          |
| 1983    | Trauma Center                        | —                                               |                      |
| 1983    | Dynasty                              | Chófer                                          |                      |
| 1983    | Three's Company                      | Agente de policía                               |                      |
| 1983    | Alice                                | Aardvark                                        |                      |
| 1983    | Trapper John, M.D.                   | Orderly                                         |                      |
| 1984    | The Rosebud Beach Hotel              | Brad                                            |                      |
| 1984    | The A-Team                           | Ray Evans                                       |                      |
| 1984    | Gone Are the Dayes (telefilm)        | Larry                                           | Telefilm             |
| 1984    | Scarecrow and Mrs. King              | —                                               |                      |
| 1984    | Emerald Point N.A.S.                 | Chófer                                          | 2 episodios          |
| 1984    | Pulsebeat                            | Roger                                           |                      |
| 1985    | Stitches                             | Ted Fletcher                                    |                      |
| 1985    | Brothers                             | Buck                                            | 1 episodio           |
| 1985    | Night Court                          | Fred                                            | 1 episodio           |
| 1985    | Deadly Intruder                      | Danny                                           |                      |
| 1986    | Weekend Warriors                     | McCracken                                       |                      |
| 1985-86 | Falcon Crest                         | Dwayne Cooley                                   | 23 episodios         |
| 1986    | Remington Steele                     | Tony Petz                                       | 1 episodio           |
| 1986    | Vendetta dal futuro                  | Paco Queruak                                    |                      |
| 1987    | Hammerhead                           | Hammer                                          |                      |
| 1987    | Soldier of Fortune                   | Miles                                           |                      |
| 1987    | Striker                              | Camionero                                       | No acreditado        |
| 1987    | Qualcuno pagherà?                    | Bobby Mulligan                                  |                      |
| 1987    | Skeleton Coast                       | Rick                                            |                      |
| 1988    | Elvira: Mistress of the Dark         | Bob Redding                                     |                      |
| 1988    | Arthur 2: On the Rocks               | Troy                                            |                      |
| 1988    | L.A. Law                             | Jack Seiling                                    |                      |
| 1990    | American risciò                      | Francis                                         |                      |
| 1990    | Sulle tracce del condor              | Mark                                            |                      |
| 1990    | Mal d'Africa                         | Jake                                            |                      |
| 1991    | Babes                                | Fantasy Rusty                                   |                      |
| 1991    | Shades of LA                         | Walter Evers                                    |                      |
| 1992    | Santa Barbara (serie TV)             | Antonio Ronovich "Gengis Khan" / Mikuli / Jebel | 1992                 |
| 1995    | Matlock                              | Adiestrador personal                            |                      |
| 1995    | The Maddening                        | Policía (Cop)                                   |                      |
| 1996    | Kingpin                              | Calvert Munson (como Danny Green)               |                      |
| 1997    | The Tom Show                         | Don                                             |                      |
| 1997    | Savannah                             | —                                               |                      |
| 1998    | There's Something About Mary         | Hombre de la pizzería                           | Escenas eliminadas   |
| 2000    | Me, Myself & Irene                   | Dickie Thurman                                  |                      |
| 2001    | Shallow Hal                          | Doctor                                          |                      |
| 2003    | Stuck on You                         | Mr. Tourist                                     |                      |
| 2003    | A Touch of Fate                      | Craig                                           |                      |
| 2005    | Fever Pitch                          | Camarero                                        |                      |
| 2009    | Eastbound & Down                     | —                                               | Episodio "Chapter 4" |
| 2011    | Pase Libre                           | Oficial                                         |                      |
| 2013    | Clear History                        | Jefe de Cafeteria                               |                      |
| 2014    | Una pareja mas tonta                 | Ninja                                           |                      |
| 2017    | Hot Summer Nights                    | Drive-In paron                                  |                      |
| 2017    | Loudermilk                           | Sheriff                                         | 1episodio            |
| 2021    | Grenn Book.Una amistad sin fronteras | Macon cop                                       |                      |